# Espécies de Carduus
Esta é uma lista de espécies do género Carduus que são aceites, com excepção de híbridos. A lista está ordenada alfabeticamente.

## A

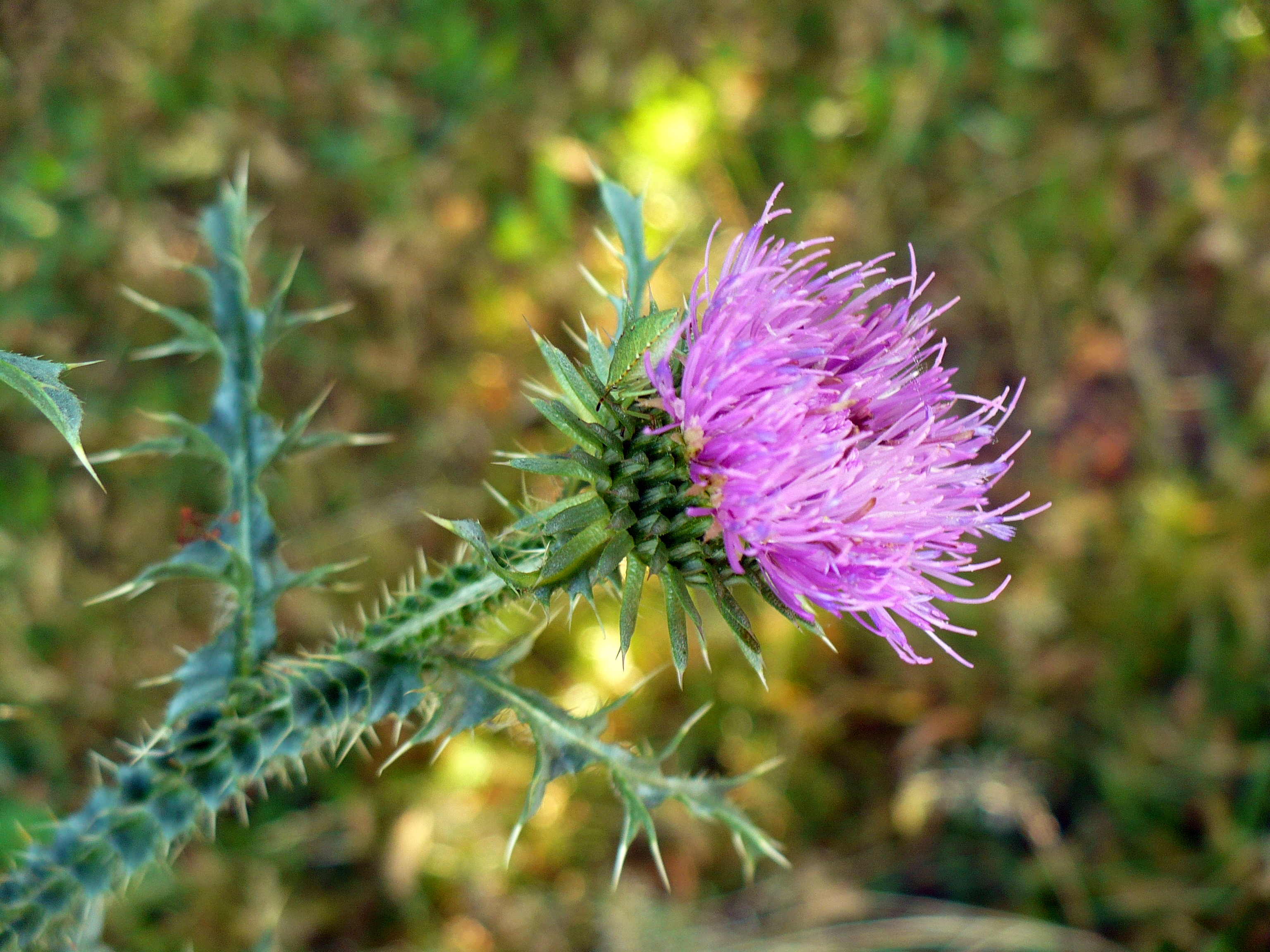
Carduus acanthoides

- Carduus acanthocephalus C.A.Mey., 1831
- Carduus acanthoides L., 1753
- Carduus acicularis Bertol., 1829
- Carduus adpressus C.A.Mey., 1831
- Carduus affinis Guss., 1826
- Carduus afromontanus R.E.Fr., 1925
- Carduus albescens Rouy, 1905
- Carduus amanus Rech.f., 1950
- Carduus argentatus L., 1771
- Carduus argyroa Biv., 1813
- Carduus asturicus Franco, 1975
- Carduus aurosicus Vill., 1788

## B
- Carduus baeocephalus Webb, 1841
- Carduus bourgaeanus Sch.Bip. ex Boiss. & Reut., 1852
- Carduus bourgaei Kazmi, 1964
- Carduus brunneri Döll
- Carduus budaianus Jáv., 1913

## C
- Carduus calabricus Arènes, 1949

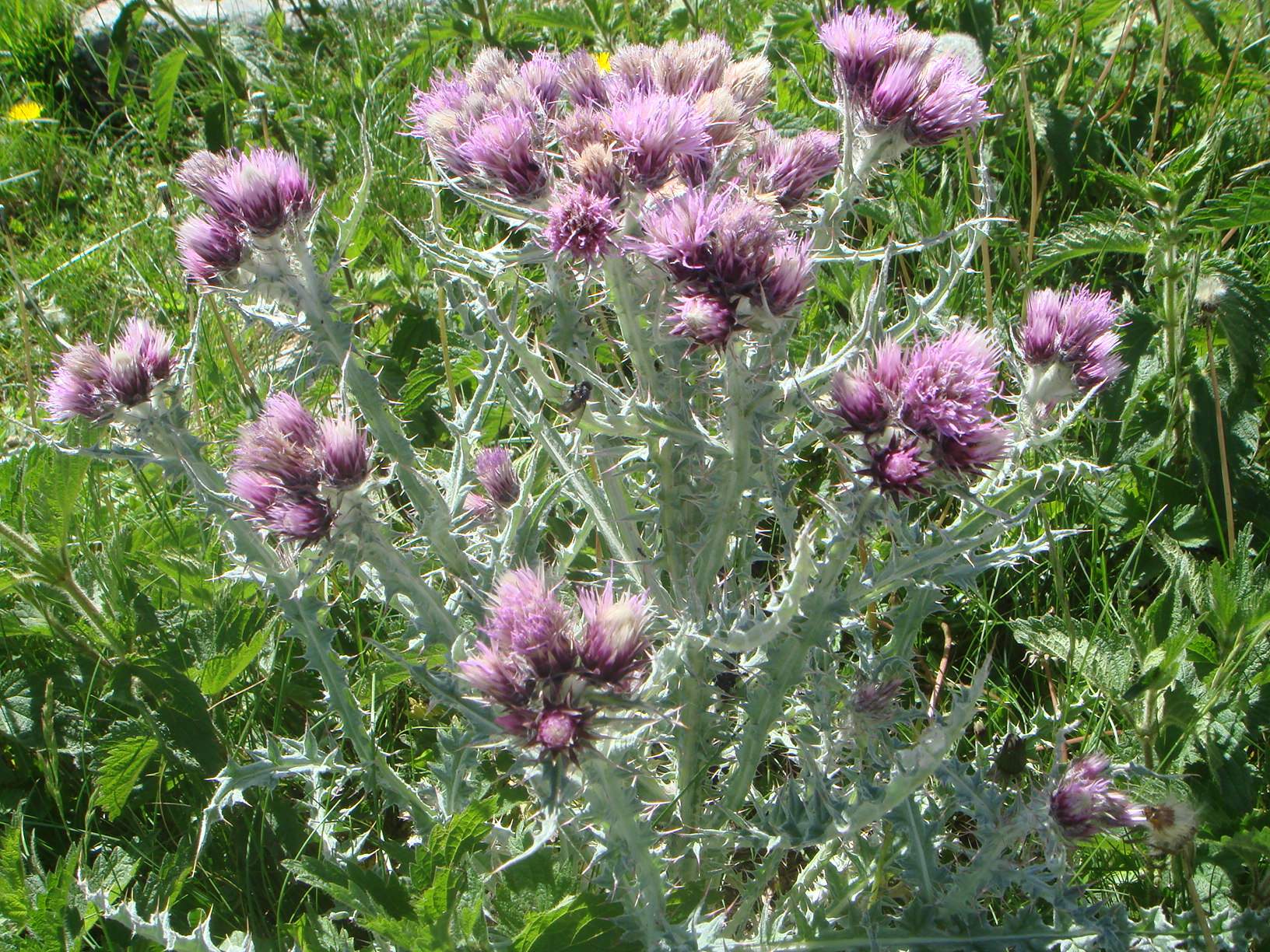
Carduus carlinoides

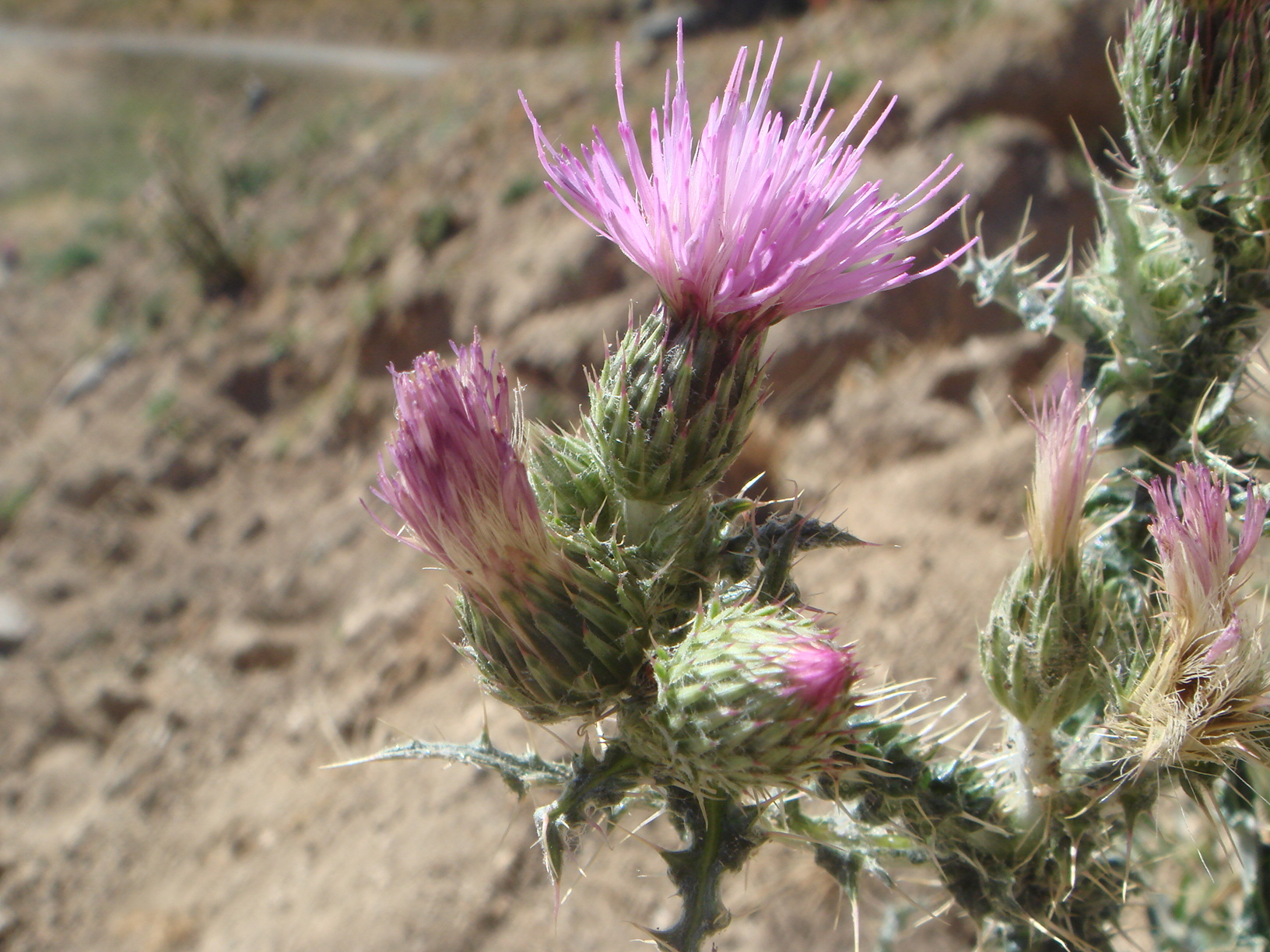
Carduus carpetanus

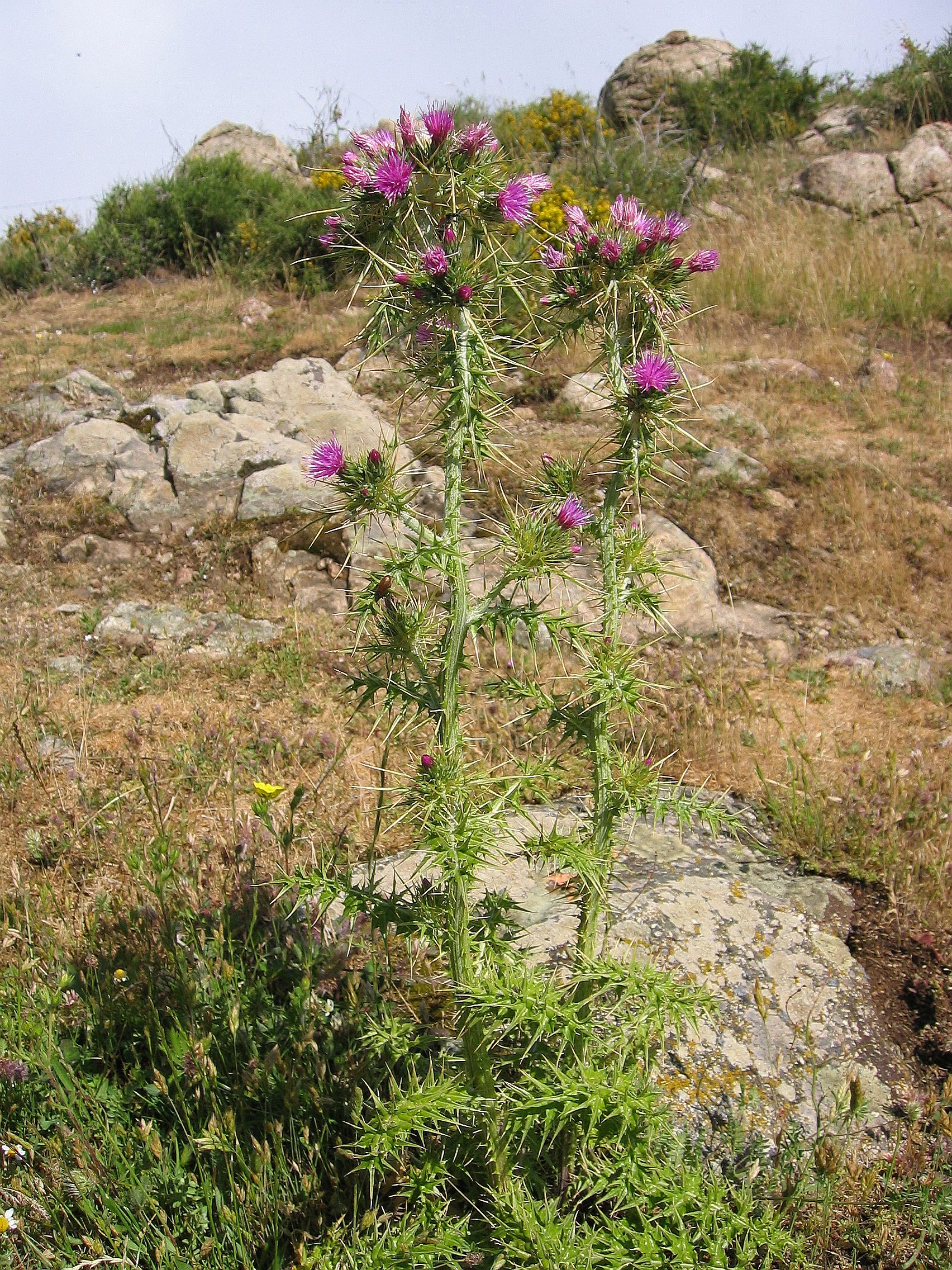
Carduus cephalanthus

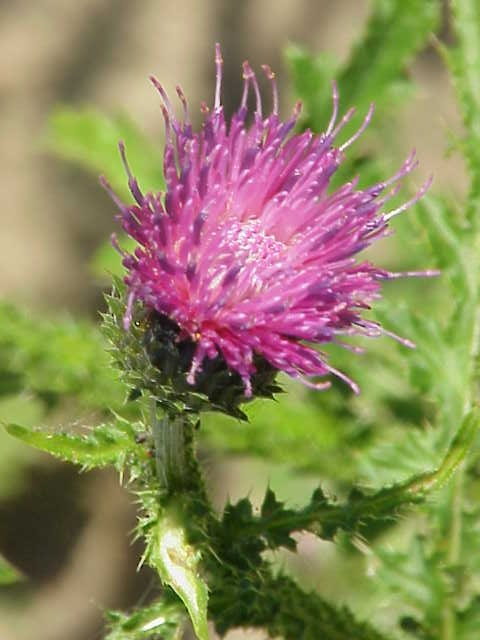
Carduus crispus

- Carduus camplonensis Devesa & Talavera, 1981
- Carduus candicans Waldst. & Kit., 1801
- Carduus cantabricus Devesa & Talavera, 1981
- Carduus carduelis (L.) Gren., 1864
- Carduus carlinoides Gouan, 1773
- Carduus carpetanus Boiss. & Reut., 1842
- Carduus cephalanthus Viv, 1824.
- Carduus cernuus Bertol., 1840
- Carduus chevallieri Barratte ex L.Chevall., 1900
- Carduus chrysacanthus Ten., 1825
- Carduus clavulatus Link, 1825
- Carduus collinus Waldst. & Kit., 1808
- Carduus conjungens R.E.Fr., 1925
- Carduus conrathii Hayek, 1912
- Carduus corymbosus Ten., 1811
- Carduus crispus L., 1753

## D

Carduus deflatorus

- Carduus dahuricus (Arènes) Kazmi, 1964
- Carduus defloratus L., 1759
- Carduus dubius Balb., 1813

## E
- Carduus edelbergii Rech.f., 1955
- Carduus estivali Arènes, 1944
- Carduus euboicus Franco, 1975

## F
- Carduus fasciculiflorus Viv., 1825

## G
- Carduus getulus Pomel, 1875
- Carduus gilloti Rouy
- Carduus grassensis Briq. & Cavill.
- Carduus grenieri Sch.Bip. ex Nyman, 1879

## H
- Carduus hamulosus Ehrh., 1792
- Carduus hohenackeri Kazmi, 1964

## I
- Carduus ibicensis (Devesa & Talavera) Rosselló & N.Torres, 2005
- Carduus intercedens Hausskn., 1893

## J
- Carduus jordanii Arènes, 1949
- Carduus juratzkae Beck, 1892

## K
- Carduus keniensis R.E.Fr., 1925
- Carduus kerneri Simonk., 1886
- Carduus kirghisicus Sultanova, 2000
- Carduus kumaunensis (Arènes) Kazmi, 1964

## L
- Carduus lanuginosus Willd., 1803
- Carduus leptacanthus Fresen., 1845
- Carduus leptocephalus Peterm.
- Carduus leptocladus Durieu, 1845
- Carduus leridanus Devesa & Talavera, 1981
- Carduus lesurinus Rouy, 1905
- Carduus litigiosus Nocca & Balb., 1821
- Carduus lobulatus Borbás
- Carduus loreti Rouy
- Carduus lusitanicus Rouy, 1903

## M
- Carduus macracanthus Sch.Bip. ex Kazmi 1963
- Carduus macrocephalus Coss. ex Willk. & Lange
- Carduus majellensis Huter, Porta & Rigo, 1906
- Carduus malyi Greuter, 2005
- Carduus maritimum
- Carduus martinezii Pau, 1924
- Carduus meonanthus Hoffmanns. & Link, 1820
- Carduus meratii Arènes, 1949
- Carduus merxmuelleri Kazmi, 1964
- Carduus mexicanus (DC.) Greene, 1892
- Carduus millefolius R.E.Fr., 1925
- Carduus mixtus Corb., 1893
- Carduus myriacanthus Salzm. ex DC., 1838

## N
- Carduus naegelii Brügger
- Carduus nawaschinii Bordz., 1831
- Carduus nervosus K.Koch, 1843
- Carduus nigrescens Vill., 1779
- Carduus nikitinii Tamamsch., 1963

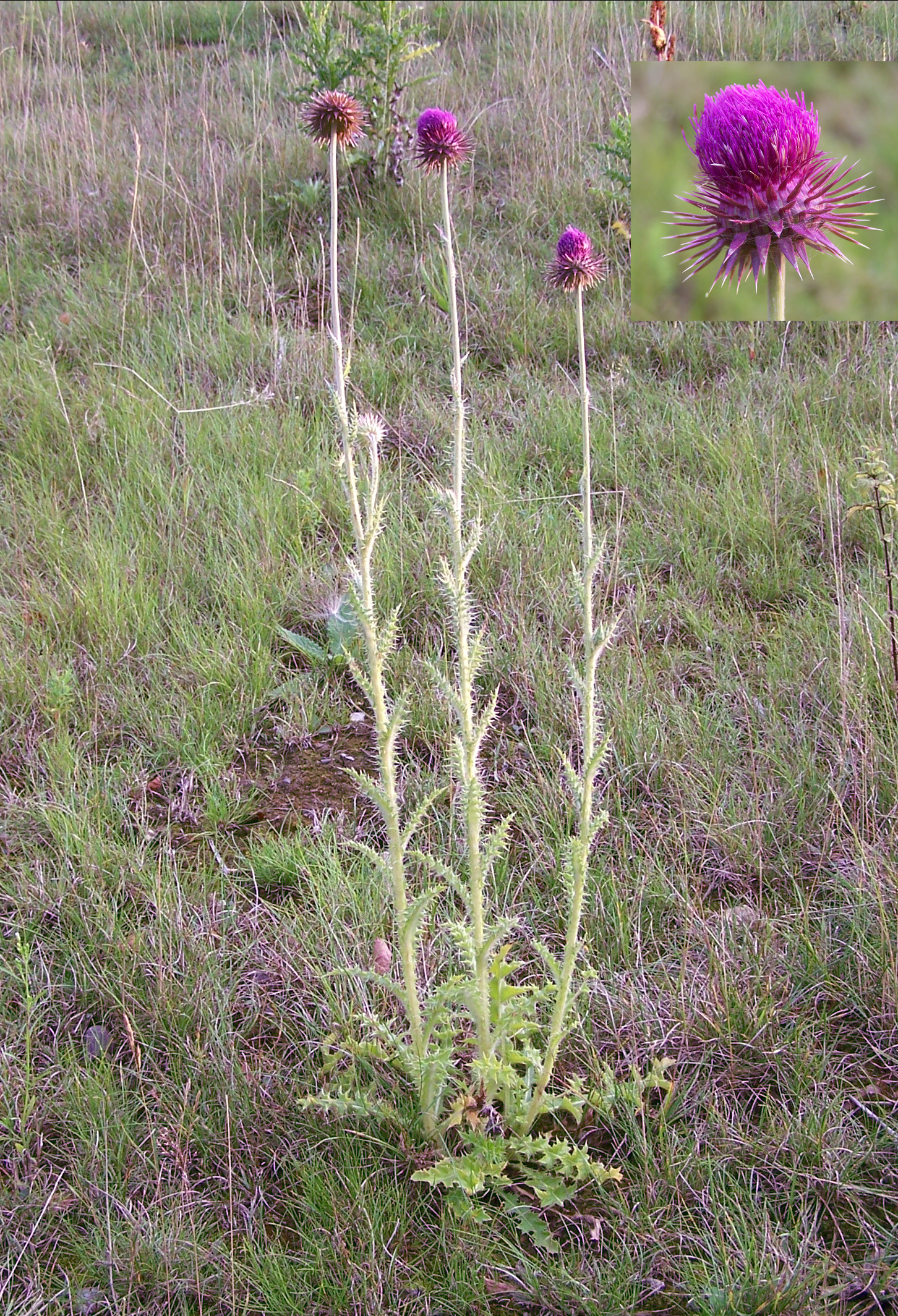
Carduus nutans

- Carduus novorossicus Portenier, 1997
- Carduus nutans L., 1753
- Carduus nyassanus (S.Moore) R.E.Fr., 1925

## O
- Carduus occidentalis Nutt., 1841
- Carduus olympicus Boiss., 1856
- Carduus onopordioides Fisch. ex M.Bieb., 1819
- Carduus onopyxos Hill

## P

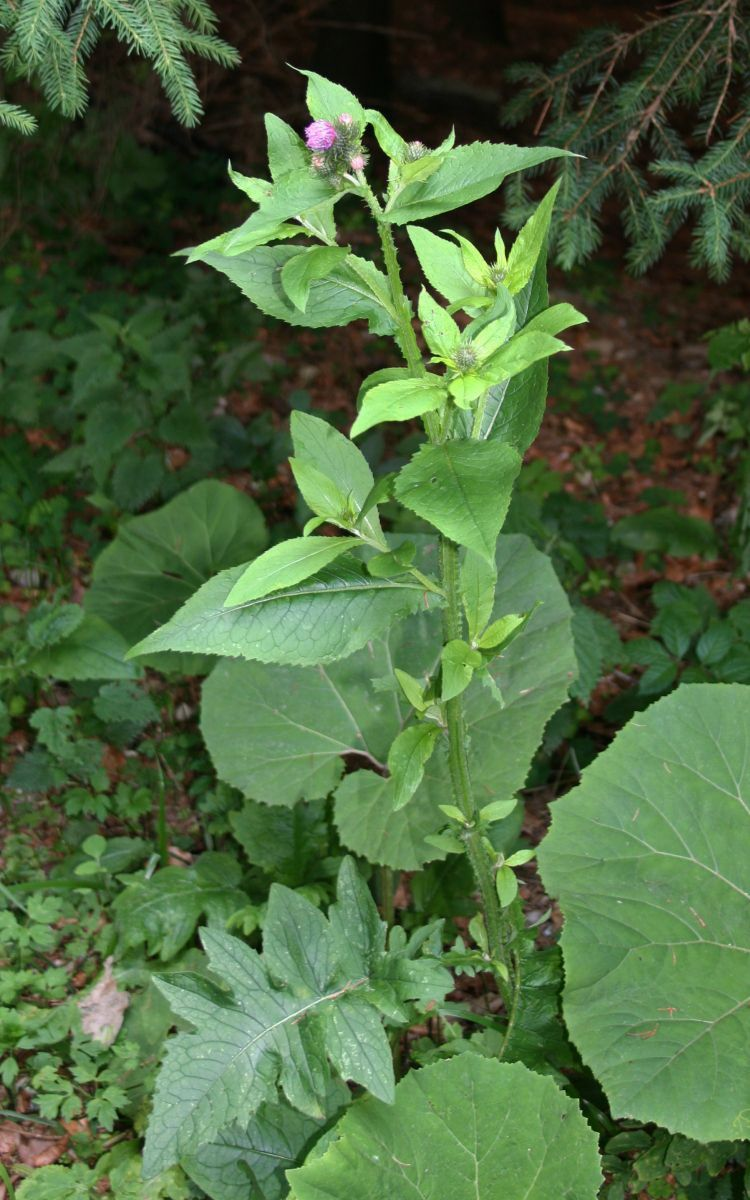
Carduus personata

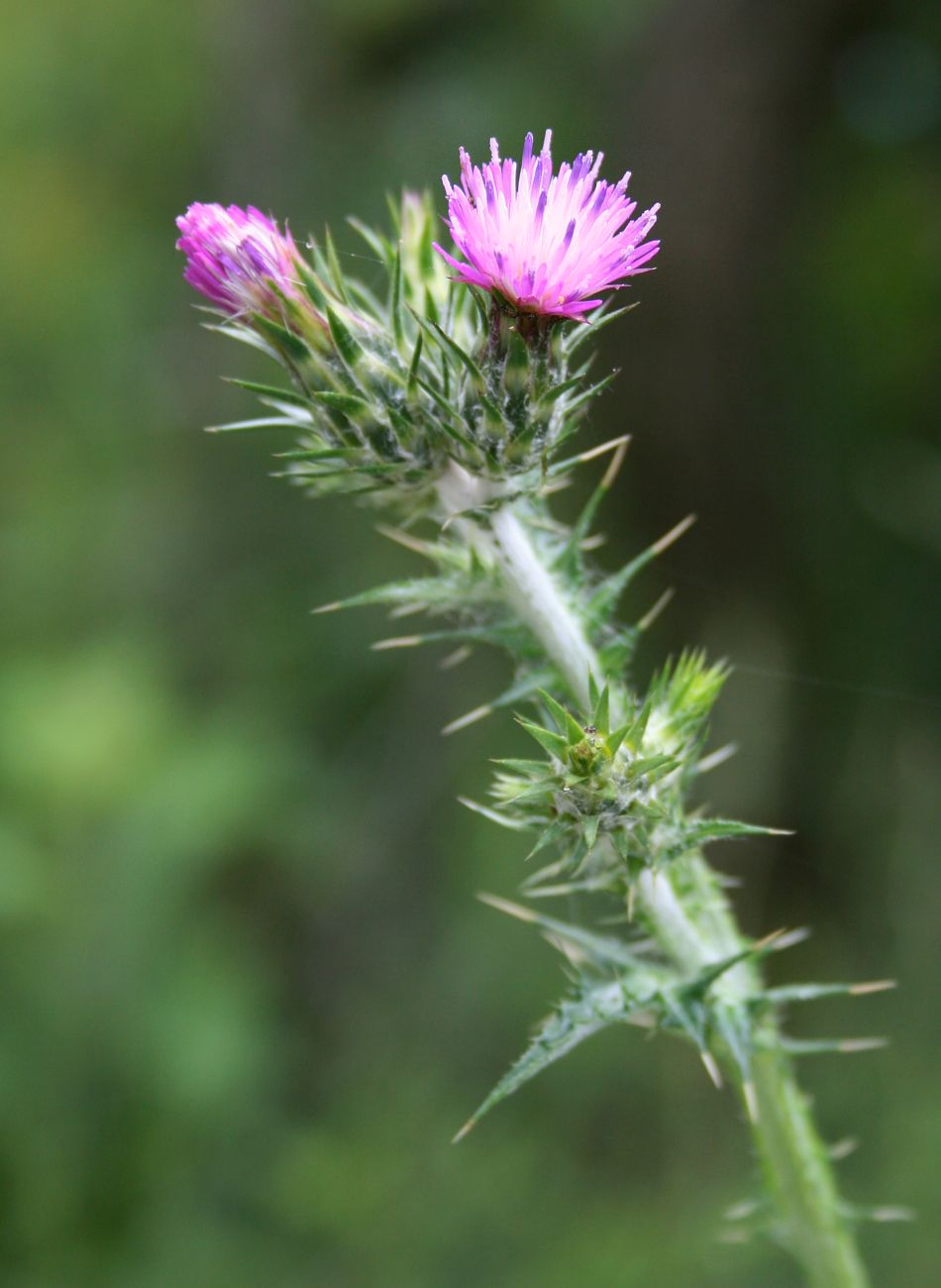
Carduus pycnocephalus

- Carduus pancicii Sch.Bip. ex Nyman, 1879
- Carduus peisonis Teyber, 1908
- Carduus personata (L.) Jacq., 1776
- Carduus poliochrus Trautv., 1875
- Carduus puechii Coste
- Carduus pycnocephalus L., 1763

## R
- Carduus ramosissimus Pančić, 1875
- Carduus rechingerianus Kazmi, 1964
- Carduus rivasgodayanus Devesa & Talavera, 1981
- Carduus ruwenzoriensis S.Moore, 1902

## S
- Carduus sardous DC., 1838
- Carduus schimperi Sch.Bip., 1846
- Carduus schulzeanus Ruhmer, 1881
- Carduus seminudus M.Bieb. ex M.Bieb., 1808
- Carduus sepincolus Hausskn., 1894
- Carduus septentrionalis Devesa & Talavera, 1981
- Carduus silvarum R.E.Fr., 1925
- Carduus solteszii Budai, 1913
- Carduus spachianus Durieu, 1845
- Carduus squarrosus (DC.) DC. ex Lowe, 1838
- Carduus subcoriaceus Less., 1830

## T
- Carduus tenuiflorus Curtis, 1796

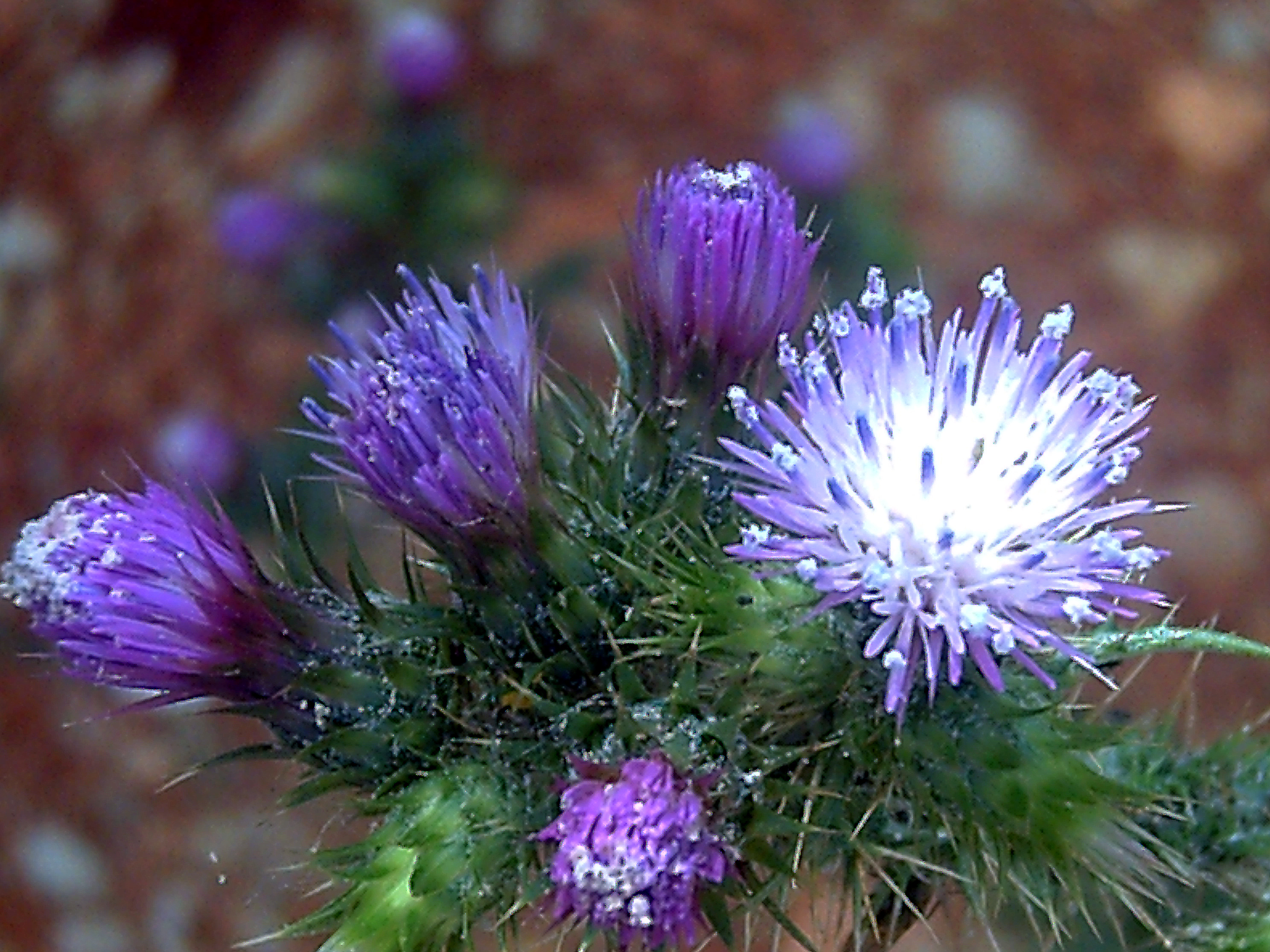
Carduus tenuiflorus

- Carduus thracicus (Velen.) Hayek, 1931
- Carduus tmoleus Boiss., 1844
- Carduus transcaspicus Gand., 1918
- Carduus turocensis Margittai, 1914

## U
- Carduus uncinatus M.Bieb., 1820

## W
- Carduus weizensis Hayek, 1913